# 오바마시
오바마시(일본어: 小浜市)는 일본 후쿠이현 남서부에 있는 도시이다.
기나이의 색이 짙은 항구도시로 율령 시대 이전부터 야마토 왕권의 동해 연안 입구로 번창해 왔다. 나라 시대의 문화재도 많이 남아 있어 "바다에 있는 나라"라는 별칭을 가지고 있다. 에도 시대에는 교고쿠씨와 사카이씨가 지배하는 오바마번의 성시였다. 이때부터 고등어의 양륙 기지로서 고등어 가도의 기점이 되었다.

## 지리
후쿠이현 남서부, 와카사국 중앙부에 위치하고 북쪽은 와카사만과 그 내만인 오바마만에 접한다. 예로부터 동해의 중요한 항구였다. 동남부에서 오바마만으로 유입되는 기타가와강 유역에 평지가 있다.

### 인접한 자치체
- 후쿠이현
  - 와카사정
  - 오이정
- 시가현
  - 다카시마시

## 역사
와카사국 오뉴군과 오이군의 일부를 차지했고 와카사국의 이치노미야(一宮)인 와카사히코 신사(若狭彦神社)와 니노미야(二宮)인 와카사히메 신사(若狭姫神社)가 있었다. 와카사국의 국부도 오바마 부근에 있었다고 여겨지지만 비정지는 불분명하다.
중세에는 다케다씨가 와카사 슈고로 입성해 교토에서 많은 귀족을 부르는 등 문신 문화가 꽃피웠다. 아즈치모모야마 시대에는 에치젠국 아사쿠라씨의 공격을 받아 쇠퇴했다. 세키가하라 전투 이후 교고쿠 다카쓰구가 와카사국 8만 5천 석을 받고 오바마성을 축성하여 오바마는 오바마번의 성시로 번성하였다. 폐번치현 이후 일시적으로 오바마현에 속했으나 쓰루가현에 편입되었다. 1876년에 쓰루가현이 분할되면서 시가현에 편입되었으나 곧바로 1881년에 후쿠이현에 편입되었다.
- 1889년 4월 1일 - 정촌제 시행으로 오뉴군 오바마정이 성립하였다.
- 1918년 11월 10일 - 오바마선이 오바마까지 연결되면서 오바마역이 개업하였다.
- 1951년 3월 30일 - 오뉴군 오바마정, 우치토미촌, 마쓰나가촌, 구니토미촌, 오뉴촌, 이마토미촌, 구치나타촌, 나카나타촌 등 8개 정·촌이 합병해 오바마시가 성립하였다.
- 1974년, 1978년 - 북한 공작원에 의해 일본인 납치 사건이 발생하였다.

## 교통

### 도로
- 마이즈루와카사 자동차도
  - 오바마니시 나들목
- 국도 27호선
- 국도 162호선

### 철도
- 서일본 여객철도 오바마선
  - 신히라노역 - 히가시오바마역 - 오바마역 - 세이하마역 - 가도역

## 인구
| 연도 | 인구   | ±%     |
| ---- | ------ | ------ |
| 1940 | 38,554 | —      |
| 1950 | 36,236 | −6.0%  |
| 1960 | 33,702 | −7.0%  |
| 1970 | 38,138 | +13.2% |
| 1980 | 34,049 | −10.7% |
| 1990 | 33,774 | −0.8%  |
| 2000 | 33,295 | −1.4%  |
| 2010 | 31,340 | −5.9%  |
| 2020 | 28,991 | −7.5%  |

|                                              | |
| 오바마시의 전국의 연령별 인구 분포（2005년） | 오바마시의 연령·남녀별 인구 분포（2005년）                                                                                |
| ■자주색 ― 오바마시 ■녹색 ― 일본전국          | ■파랑색 ― 남자 ■빨간색 ― 여자                                                                                             |
| · 오바마시（에 해당되는 지역）의 인구추이    | |
| 일본 총무성 통계국 국세조사 결과             | |
|                                              | 이 그래프는 더 이상 지원되지 않는 레거시 그래프 확장 기능을 사용하고 있습니다. 새로운 차트 확장 기능으로 변환해야 합니다. |

## 기후
| 오바마시의 기후                                              | 오바마시의 기후 | 오바마시의 기후 | 오바마시의 기후 | 오바마시의 기후 | 오바마시의 기후 | 오바마시의 기후 | 오바마시의 기후 | 오바마시의 기후 | 오바마시의 기후 | 오바마시의 기후 | 오바마시의 기후 | 오바마시의 기후 | 오바마시의 기후 |
| 월                                                           | 1월             | 2월             | 3월             | 4월             | 5월             | 6월             | 7월             | 8월             | 9월             | 10월            | 11월            | 12월            | 연간            |
| ------------------------------------------------------------ | --------------- | --------------- | --------------- | --------------- | --------------- | --------------- | --------------- | --------------- | --------------- | --------------- | --------------- | --------------- | --------------- |
| 역대 최고 기온 °C (°F)                                       | 18.5 (65.3)     | 21.6 (70.9)     | 24.4 (75.9)     | 30.9 (87.6)     | 34.0 (93.2)     | 35.9 (96.6)     | 38.7 (101.7)    | 38.1 (100.6)    | 37.4 (99.3)     | 31.3 (88.3)     | 25.5 (77.9)     | 21.8 (71.2)     | 38.7 (101.7)    |
| 일평균 최고 기온 °C (°F)                                     | 7.4 (45.3)      | 8.0 (46.4)      | 12.1 (53.8)     | 18.0 (64.4)     | 23.0 (73.4)     | 26.3 (79.3)     | 30.5 (86.9)     | 32.1 (89.8)     | 27.6 (81.7)     | 21.9 (71.4)     | 16.3 (61.3)     | 10.5 (50.9)     | 19.5 (67.1)     |
| 일일 평균 기온 °C (°F)                                       | 3.8 (38.8)      | 4.1 (39.4)      | 7.4 (45.3)      | 12.6 (54.7)     | 17.7 (63.9)     | 21.6 (70.9)     | 25.7 (78.3)     | 27.0 (80.6)     | 22.9 (73.2)     | 17.2 (63.0)     | 11.6 (52.9)     | 6.5 (43.7)      | 14.8 (58.7)     |
| 일평균 최저 기온 °C (°F)                                     | 0.4 (32.7)      | 0.4 (32.7)      | 2.8 (37.0)      | 7.5 (45.5)      | 12.8 (55.0)     | 17.6 (63.7)     | 22.1 (71.8)     | 23.0 (73.4)     | 19.1 (66.4)     | 12.8 (55.0)     | 7.1 (44.8)      | 2.6 (36.7)      | 10.7 (51.2)     |
| 역대 최저 기온 °C (°F)                                       | −9.4 (15.1)     | −10.1 (13.8)    | −6.7 (19.9)     | −1.5 (29.3)     | 3.9 (39.0)      | 6.3 (43.3)      | 13.6 (56.5)     | 14.0 (57.2)     | 8.5 (47.3)      | 2.7 (36.9)      | −1.2 (29.8)     | −7.8 (18.0)     | −10.1 (13.8)    |
| 평균 강수량 mm (인치)                                        | 217.6 (8.57)    | 156.6 (6.17)    | 135.4 (5.33)    | 108.4 (4.27)    | 137.9 (5.43)    | 137.8 (5.43)    | 180.7 (7.11)    | 157.1 (6.19)    | 234.4 (9.23)    | 179.9 (7.08)    | 160.0 (6.30)    | 222.6 (8.76)    | 2,018.7 (79.48) |
| 평균 강설량 cm (인치)                                        | 66 (26)         | 62 (24)         | 9 (3.5)         | 0 (0)           | 0 (0)           | 0 (0)           | 0 (0)           | 0 (0)           | 0 (0)           | 0 (0)           | 0 (0)           | 20 (7.9)        | 157 (62)        |
| 평균 강수일수 (≥ 1.0 mm)                                     | 21.0            | 17.6            | 15.1            | 12.3            | 11.2            | 11.6            | 12.8            | 9.8             | 12.8            | 12.0            | 14.6            | 19.5            | 170.3           |
| 평균 강설일수 (≥ 3 cm)                                       | 6.8             | 6.2             | 1.1             | 0               | 0               | 0               | 0               | 0               | 0               | 0               | 0               | 2.0             | 16.1            |
| 평균 월간 일조시간                                           | 64.1            | 77.4            | 124.7           | 169.3           | 196.8           | 141.2           | 162.6           | 205.2           | 140.6           | 136.9           | 104.3           | 81.5            | 1,613.4         |
| 출처: 일본 기상청 (평년값: 1991년~2020년, 극값: 1978년~현재) |                 |                 |                 |                 |                 |                 |                 |                 |                 |                 |                 |                 |                 |

## 자매 도시
- 일본 나라현 나라시(1971년 11월 7일)
- 일본 사이타마현 가와고에시(1982년 11월 30일)
- 일본 시즈오카현 후지노미야시(2005년 6월 4일)
- 일본 미에현 이세시
- 일본 미에현 도바시
- 일본 미에현 시마시
- 일본 미에현 미나미이세정
- 일본 효고현 스모토시
- 대한민국 경상북도 경주시(1977년 2월 13일)
- 중국 산시성 시안시(2004년 9월 28일)
- 중국 저장성 핑후시(2004년 9월 28일)

## 기타
오바마시는 버락 오바마 제44대 미국 대통령과 이름이 같아 화제가 되었다. 2008년 오바마시에서는 민주당의 버락 오바마 후보가 출마한 미국 대통령 선거를 앞두고 '오바마를 마음대로 응원하는 모임'(オバマを勝手に応援する会)을 결성하기도 했다.